# Antonio Carlos Ortega
Antonio Carlos Ortega Pérez (født 11. juli 1971 i Málaga) er en Spansk håndboldtræner og tidligere håndboldspiller. Han er nu cheftræner i FC Barcelona, en klub han også spillede størstedelen af sin aktive karriere i.

## Karriere

### Spillerkarriere
Carlos Ortega begyndte med at spille håndbold i BM Málaga, hvor han var fra 1990 til 1994, hvorefter han skiftede til Barcelona, og her spillede han resten af karrieren, der sluttede i 2005. Med Barcelona vandt han en lang række titler, heriblandt seks Champions League-trofæer.
Han spillede ligeledes på det spanske landshold, hvor han nåede 144 kampe og scorede 507 mål. Han var her med til at vinde sølv ved EM 1998 og bronze ved EM 2000. 
Han deltog i to olympiske lege. Ved OL 2000 i Sydney blev Spanien nummer tre i sin indledende runde og vandt derpå i kvartfinalen over Tyskland. I semifinalen blev det til nederlag til Sverige, der fik sølv efter finalenederlag til Rusland, mens Spanien i kampen om tredjepladsen besejrede Serbien-Montenegro og dermed fik bronze. Ortega var også med ved OL 2004 i Athen, hvor Spanien sluttede som nummer syv.

### Trænerkarriere
Da karrieren var slut, blev Ortega træner i BM Antequera, hvor det i hans første sæson lykkedes at rykke op i Liga ASOBAL. I 2012 blev han cheftræner i ungarske MVM Veszprém KC, og her blev han i sæsonen 2012-2013 med klubben ungarsk mester og pokalvinder og nåede kvartfinalen i Champions League. I september 2015 valgte klubben at afskedige ham.
Derpå blev han i 2016 landstræner for det Japans herrelandshold. Ganske kort tid efter blev han samtidig cheftræner i KIF Kolding København, men efter VM-slutrunden 2017 ophørte samarbejdet med det japanske landshold. Ortega stoppede som træner for KIF Kolding København i sommeren 2017, hvorefter han blev træner i tyske TSV Hannover-Burgdorf. I sommeren 2021 vendte han tilbage til Barcelona, den klub han havde størst succes med som spiller, og her vandt han sin syvende Champions League-titel i 2002.

## Trofæer

### Som spiller
- Liga ASOBAL: 1996, 1997, 1998, 1999, 2000 og 2003
- Copa del Rey de Balonmano: 1997, 1998, 2000 og 2004
- Copa ASOBAL: 1995, 1996, 2000, 2001 und 2002
- Supercopa de España: 1997, 1998, 2000, 2001 og 2004
- Pyrenäen-Liga: 1998, 1999, 2000, 2001, 2002 og 2004
- Katalonien-Liga: 1995 og 1997
- Champions League: 1996, 1997, 1998, 1999, 2000 og 2005
- Cup Winners' Cup: 1995
- EHF Cup: 2003
- EHF Champions Trophy: 1997, 1998, 1999, 2000 og 2004
- OL 2000: Bronze
- EM 1998: Sølv
- EM 2000: Bronze

### Som træner
- Ungarsk mester: 2013, 2014, 2015
- Ungarsk pokalvinder: 2013, 2014, 2015
- Champions League: 2022